# بیجیز ۱۵۰۹۲
سیارک ۱۵۰۹۲ (به انگلیسی: 15092 Beegees، نامگذاری:1999EH5) پانزده هزار و نود و دومین سیارک کشف شده‌است که در ۱۵ مارس ۱۹۹۹ کشف شد.
قدر مطلق سیارک برابر ۱۲٫۵۰ است.